# 懷特奧克鎮區 (北卡羅萊納州昂斯洛縣)
懷特奧克鎮區（英語：White Oak Township）是位於美國北卡羅萊納州昂斯洛縣的一個鎮區。

## 地方資料
懷特奧克鎮區的面積為236.47平方千米，皆為陸地。根據2020年美國人口普查的數據，當地共有人口23451人，而人口密度為每平方千米99.17人。